# Franc Novak (odvetnik)
Franc pl. Novak (madžarsko Novák Ferenc), prekmurski odvetnik, plemič, veleposestnik, inšpektor prekmurskih ev. cerkvenih občin * 6. april, 1756, Mlajtinci; † ok. 1816, najverjetneje Sombotel.
Rodil se je v evangeličanski plemiški družini 6. aprila 1756 v Mlajtincih očetu Francu pl. Novaku (sin Jurija pl. Novaka in Doroteje pl. Kregar) in materi Katarini roj. Czipoth, ki je bila hčerka upravnika mursko-soboškega gradu in gospostva Mihaela Czipota in Judite pl. Lengyel. Krstna botra sta bila Štefan Temlin in Marija Mikola. Imel je še starejšega brata Janoša in starejšo sestro Judito, ki se je poročila z Janošem pl. Berketom.
Deloval je kot odvetnik v Sombotelu. Ob izidu tolerančnega patenta leta 1783 je bil v prvih vrstah tistih, ki so se borili za ustanovitev Križevske, Puconske in Hodoške cerkvene občine, ter postal prvi inšpektor novonastalih ev. cerkvenih občin. Pri županijskih oblasteh je dosegel, da so zgradili oz. izboljšali cestno povezavo med Mursko Soboto in Kermendinom, kar je veliko doprineslo k izboljšanju gospodarskih povezav z drugimi kraji kraljevine. Umrl je v Somobotelu ok. leta 1816, pokopan pa je v Kermendinu. Gmotno je podpiral študij svojega nečaka Jožefa Berketa na univerzi Jena v Nemčiji, ki je kasneje postal evangeličanski duhovnik v Križevcih. V Prekmurju je Novak posedoval obsežne posesti v krajih Krog, Križevci, Veščica, Vučja Gomila, Bakovci, Dankovci, Vaneča, Dolina, Kukeč, Bodonci, Sebeborci, Kuštanovci in Gornji Petrovci, skupaj z 58 podložniki in 17 želarji s hišami. Ob njegovi smrti je vrednost posesti znašala nad 65.000 forintov. Bil je eden največjih zemljiških posestnikov v Prekmurju, takoj za grofi Szaparyji, grofi Batthyány in knezi Eszterhazy. Ker ni imel potomcev, je večino posesti zasegla madžarska kraljeva komora, manjši del pa so podedovali njegovi nečaki Ferenc Xaver, Jožef in Peter Berke. Posesti, ki jih je zasegla madžarska kraljeva komora, je kralj Ferdinand V. podaril družini Speckner, ki je leta 1837 prejela plemiško listino in si priimek spremenila v Koronghy de Korongh, kar v slovenščini pomeni kroški (iz Kroga).